# 梅日里奇亞 (斯特雷區)
49°24′28″N 24°10′8″E / 49.40778°N 24.16889°E

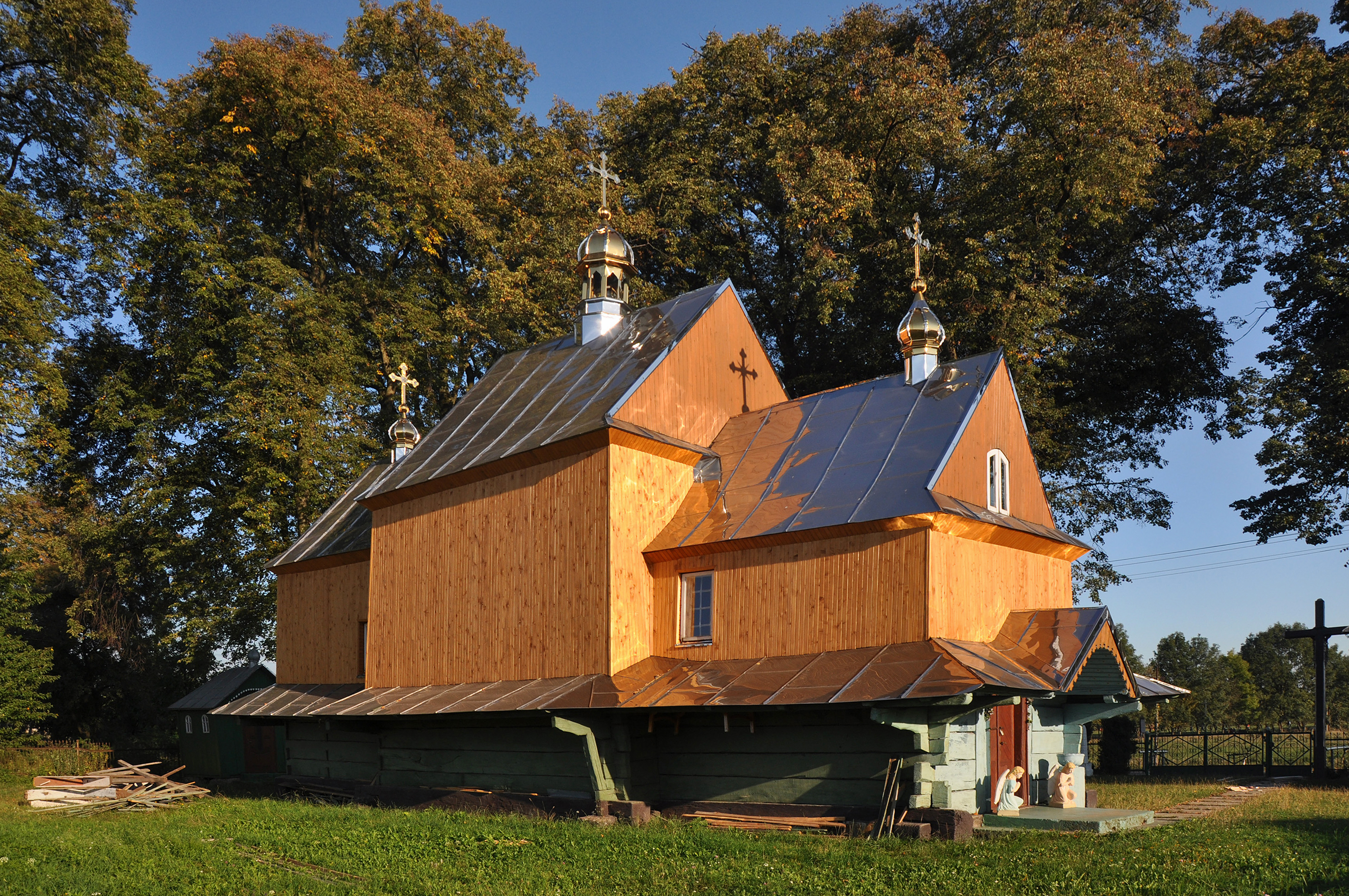

梅日里奇亞（烏克蘭語：Межиріччя）是烏克蘭西部利維夫州斯特雷區的村莊，面積2.29平方公里，海拔高度244米，人口735，人口密度每平方公里321.83人。